# Discografia di Laura Pausini
La discografia di Laura Pausini, cantautrice pop italiana, è costituita da quattordici album in studio, compreso un album di cover, tre raccolte, tre album dal vivo e tre album video. 
Nel corso della sua carriera, Laura Pausini ha inciso brani in italiano, spagnolo, inglese, portoghese e francese, vendendo una cifra stimata di 70 milioni di dischi e diventando la cantante italiana più famosa al mondo nei giorni nostri.
Il debutto discografico di Laura Pausini avvenne nel febbraio 1993, con la pubblicazione per l'etichetta CGD Records del singolo La solitudine, brano vincitore della 43ª edizione del Festival di Sanremo nella sezione Novità. Il singolo, dopo aver occupato per tre settimane consecutive la prima posizione della classifica italiana redatta da Musica e dischi, venne pubblicato anche all'estero, raggiungendo il numero uno anche nella classifica fiamminga e entrando nella top 5 in Francia e nei Paesi Bassi.
Nel maggio 1993, il brano fu inserito nell'album di debutto eponimo della cantante, che raggiunse il 6º posto nella classifica di Musica e dischi, vendendo circa 500.000 copie in Italia e arrivando al disco d'oro anche in Francia e in Svizzera.
Il secondo album della cantante, intitolato Laura e trainato dal singolo Strani amori, fu pubblicato nel febbraio 1994 e riuscì a ripetere il successo del precedente, vendendo circa 4.000.000 di copie a livello mondiale. Alcune canzoni dell'album, insieme a brani tratti dal suo predecessore, furono tradotte in spagnolo e incise per il disco Laura Pausini, uscito in Spagna e Sud America nel 1994. Il disco ottenne ottimi riscontri commerciali in Spagna dove, grazie a vendite superiori ad un milione di copie, risultò essere l'album di maggior successo del 1994.
Nel settembre 1995, Laura Pausini pubblicò il suo primo singolo in inglese, un adattamento del brano con il quale debuttò nel 1993, curato da Tim Rice ed intitolato La solitudine (Loneliness). Il brano fu utilizzato come singolo di lancio della raccolta Laura Pausini, pubblicata nel corso dello stesso anno in Regno Unito, ma né l'album né il singolo riuscirono a raggiungere vendite significative.
Il terzo album di inediti della cantante, Le cose che vivi del 1996, fu pubblicato sia in edizione italiana, sia in una versione in spagnolo. Lo stesso accadde per i successivi La mia risposta, che nel 1998 divenne il suo primo album a raggiungere la vetta della classifica italiana, Tra te e il mare, uscito nel 2000, e la raccolta The Best of Laura Pausini - E ritorno da te, rivelatasi uno dei suoi più grandi successi in Italia e Francia, dove vendette in entrambi 1.000.000 copie.
Nel 2002 Laura Pausini pubblicò From the Inside in America Settentrionale. L'album, l'unico interamente in inglese inciso dalla cantante, uscì nel gennaio 2003 anche in Europa e Sud America, ma ottenne risultati inferiori ai precedenti, vendendo circa 33.000 copie negli Stati Uniti d'America nella prima settimana e arrivando a circa 2.000.000 copie distribuite a livello mondiale. A partire dal successivo lavoro discografico, Resta in ascolto, Laura Pausini tornò ad incidere i propri brani prevalentemente in italiano e spagnolo. Nel 2006, Laura Pausini pubblicò inoltre il suo primo album di cover, Io canto, che risultò essere il disco più venduto dell'anno in Italia. Seguirono gli album Primavera in anticipo nel 2008 e Inedito nel 2011, che totalizzarono rispettivamente nove settimane e due settimane al primo posto della classifica italiana. Dopo la raccolta 20 - The Greatest Hits del 2013, gli album seguenti sono stati Simili del 2015 e Fatti sentire del 2018.

## Album

### Album in studio
| Anno                                                                          | Titolo | Classifiche | Classifiche | Classifiche | Classifiche | Classifiche | Classifiche | Classifiche | Classifiche | Classifiche | Classifiche | Classifiche | Classifiche | Classifiche | Vendite                         | Certificazioni | Unità |
| Anno                                                                          | Titolo | ITA         | ESP         | AUT         | BEL (FL)    | BEL (WAL)   | FIN         | FRA         | GER         | MEX         | NLD         | SWE         | SWI         | USA Latin   | Vendite                         | Certificazioni | Unità |
| ----------------------------------------------------------------------------- | --- | ----------- | ----------- | ----------- | ----------- | ----------- | ----------- | ----------- | ----------- | ----------- | ----------- | ----------- | ----------- | ----------- | ------------------------------- | --- | --- |
| 1993                                                                          | Laura Pausini - Pubblicazione: 18 maggio 1993 - Etichetta: CGD - Lingua: italiano                                                       | 6           | 1           | —           | —           | 29          | —           | 35          | —           | —           | 3           | —           | —           | 31          | 2.000.000                       | - ITA: - Platino (4) - Oro (dal 2009) - ESP: Platino (13) - ARG: Platino - FRA: Oro - MEX: Platino - NLD: Platino - SWI: Oro | - ITA: - 400 000+ - 25 000+ (dal 2009) - SPA: 1 300 000+ - ARG: 60 000+ - FRA: 100 000+ - MEX: 300 000+ - NLD: 100 000+ - SWI: 25 000+ |
| 1994                                                                          | Laura - Pubblicazione: 26 febbraio 1994 - Etichetta: CGD - Lingua: italiano                                                             | 2           | —           | —           | —           | 33          | —           | 21          | —           | —           | 1           | —           | 4           | —           | 3.000.000                       | - ITA: Platino (4) - ARG: Platino - BRA: Oro - NLD: Platino - SWI: Platino (2)                                               | - ITA: 400 000+ - ARG: 60 000+ - BRA: 100 000+ - NLD: 100 000+ - SWI: 100 000+                                                         |
| 1996                                                                          | Le cose che vivi Las cosas que vives - Pubblicazione: 12 settembre 1996 - Etichetta: CGD East West - Lingua: italiano, spagnolo         | 2           | 2           | —           | 4           | 3           | —           | 15          | —           | —           | 6           | 2           | 1           | 15          | 3.500.000                       | - ITA: Platino (3) - ESP: Platino (4) - ARG: Platino - BRA: Platino - BEL: Oro - NLD: Oro - SWE: Oro - SWI: Platino (2)      | - ITA: 350 000+ - ESP: 400 000+ - ARG: 60 000+ - BRA: 250 000+ - BEL: 25 000+ - NLD: 50 000+ - SWE: 40 000+ - SWI: 50 000+             |
| 1998                                                                          | La mia risposta Mi respuesta - Pubblicazione: 15 ottobre 1998 - Etichetta: CGD East West - Lingua: italiano, spagnolo                   | 1           | 8           | —           | —           | 26          | —           | 64          | 66          | —           | 34          | 30          | 3           | 23          | 2.000.000                       | - ITA: Platino (2) - ESP: Platino (2) - ARG: Oro - SWI: Oro                                                                  | - ITA: 300 000+ - ESP: 200 000+ - ARG: 30 000+ - SWI: 25 000+                                                                          |
| 2000                                                                          | Tra te e il mare Entre tú y mil mares - Pubblicazione: 11 settembre 2000 - Etichetta: CGD East West - Lingua: italiano, spagnolo        | 2           | 3           | —           | —           | 38          | 4           | —           | 34          | —           | 40          | 41          | 2           | 26          | 5.000.000                       | - ITA: Platino (4) - ESP: Platino - FIN: Oro - MEX: Oro - SWI: Platino - USA (Latin): Platino                                | - ITA: 400 000+ - ESP: 80 000+ - FIN: 29 059+ - MEX: 75 000+ - SWI: 25 000+ - USA: 100 000+                                            |
| 2002                                                                          | From the Inside - Pubblicazione: 5 novembre 2002 - Etichetta: CGD East West, Atlantic - Lingua: inglese                                 | 3           | 12          | —           | —           | 38          | 3           | 34          | 55          | —           | 32          | 24          | 4           | —           | - USA: 580.000 - Mondo: 800.000 | - ITA: Platino - ESP: Oro - SWI: Oro                                                                                         | - ITA: 100 000+ - ESP: 50 000+ - SWI: 20 000+                                                                                          |
| 2004                                                                          | Resta in ascolto Escucha - Pubblicazione: 22 ottobre 2004 - Etichetta: Atlantic Records - Lingua: italiano, spagnolo                    | 1           | 3           | —           | 69          | 9           | 18          | 7           | 84          | 11          | 19          | 22          | 2           | 20          | 5.000.000                       | - ITA: Platino (4) - ESP: Oro - FRA: Oro - MEX: Oro - SWI: Platino (2) - USA (Latin): Platino                                | - ITA: 400 000+ - ESP: 50 000+ - FRA: 160 000+ - MEX: 100 000+ - SWI: 80 000+ - USA: 100 000+                                          |
| 2006                                                                          | Io canto Yo canto - Pubblicazione: 10 novembre 2006 - Etichetta: Atlantic Records - Lingua: italiano, spagnolo                          | 1           | 15          | —           | 93          | 8           | 33          | 15          | —           | —           | 66          | —           | 1           | 22          |                                 | - ITA: - Diamante - Oro (dal 2009) - FRA: Oro - MEX: Oro - SWI: Platino                                                      | - ITA: - 700 000+ - Mondo: 2.000.000 - 30 000+ (dal 2009) - ESP: 40 000+ - FRA: 75 000+ - MEX: 30 000+ - SWI: 40 000+                  |
| 2008                                                                          | Primavera in anticipo Primavera anticipada - Pubblicazione: 14 novembre 2008 - Etichetta: Atlantic Records - Lingua: italiano, spagnolo | 1           | 10          | 7           | 82          | 22          | 25          | 27          | 34          | 8           | 59          | 43          | 4           | 15          | 1.500.000                       | - ITA: - Diamante - Platino (3)(dal 2009) - MEX: Oro - SWI: Platino                                                          | - ITA: - 500 000+ - 150 000+ (dal 2009) - MEX: 30 000+ - SWI: 40 000+                                                                  |
| 2011                                                                          | Inedito Inédito - Pubblicazione: 11 novembre 2011 - Etichetta: Atlantic Records - Lingua: italiano, spagnolo                            | 1           | 4           | 59          | 73          | 13          | —           | 63          | 47          | 12          | 30          | —           | 2           | 17          | 1.200.000                       | - ITA: Platino (6) - BRA: Platino - MEX: Oro - SWI: Oro                                                                      | - ITA: 360 000+ - BRA: 20 000+ - MEX: 30 000+ - SWI: 40 000+                                                                           |
| 2015                                                                          | Simili Similares - Pubblicazione: 6 novembre 2015 - Etichetta: Atlantic Records - Lingua: italiano, spagnolo                            | 1           | 7           | —           | 39          | 7           | —           | 51          | 58          | 19          | 33          | —           | 4           | 6           |                                 | - ITA: Platino (3) - BRA: Oro                                                                                                | - ITA: 150 000+ - BRA: 20 000+ |
| 2016                                                                          | Laura Xmas Laura Navidad - Pubblicazione: 4 novembre 2016 - Etichetta: Atlantic Records - Lingua: inglese, italiano, spagnolo           | 1           | —           | —           | —           | —           | —           | —           | —           | —           | —           | —           | —           | —           |                                 | - ITA: Platino (2) | - ITA: 100 000+ |
| 2018                                                                          | Fatti sentire Hazte sentir - Pubblicazione: 16 marzo 2018 - Etichetta: Atlantic Records - Lingua: italiano, spagnolo                    | 1           | 7           | 29          | 30          | 3           | —           | 38          | 25          | —           | 78          | —           | 2           | 12          |                                 | - ITA: Platino (3) | - ITA: 150 000+ |
| 2023                                                                          | Anime parallele Almas paralelas - Pubblicazione: 27 ottobre 2023 - Etichetta: Warner Music Italy - Lingua: italiano, spagnolo           | 2           | 5           | —           | 90          | 12          | —           | 102         | —           | —           | —           | —           | 7           | —           |                                 | - ITA: Oro | - ITA: 25 000+ |
| "—" indica una pubblicazione non classificata o non pubblicata in quel Paese. | |             |             |             |             |             |             |             |             |             |             |             |             |             |                                 | | |

### Raccolte
| Anno                                                                          | Titolo | Classifiche | Classifiche | Classifiche | Classifiche | Classifiche | Classifiche | Classifiche | Classifiche | Classifiche | Classifiche | Classifiche | Vendite   | Certificazioni | Unità |
| Anno                                                                          | Titolo | ITA         | ESP         | BEL (FL)    | BEL (WA)    | FIN         | FRA         | NLD         | SWE         | SWI         | DEU         | USA Latin   | Vendite   | Certificazioni | Unità |
| ----------------------------------------------------------------------------- | --- | ----------- | ----------- | ----------- | ----------- | ----------- | ----------- | ----------- | ----------- | ----------- | ----------- | ----------- | --------- | --- | --- |
| 2001                                                                          | The Best of Laura Pausini - E ritorno da te Lo mejor de Laura Pausini - Volveré junto a ti - Pubblicazione: 12 ottobre 2001 - Etichetta: CDG East West - Lingua: italiano, spagnolo | 1           | 6           | 40          | 9           | 6           | 2x          | 28          | 27          | 3           | 44          | 9           | 5.000.000 | - ITA: - Diamante - Platino (dal 2009) - ESP: Platino - ARG: Platino - BEL: Oro - BRA: Platino - FIN: Platino - FRA: Platino (2) - MEX: Oro - SWI: Platino (2) - USA (Latin): Platino - EUR: Platino | - ITA: - 700 000+ - 60 000+ (dal 2009) - ESP: 140 000+ - ARG: 40 000+ - BEL: 25 000+ - BRA: 150 000+ - FIN: 33 027+ - FRA: 800 000+ - MEX: 500 000+ - SWI: 25 000+ - USA: 100 000+ |
| 2013                                                                          | 20 - The Greatest Hits 20 - Grandes Exitos - Pubblicazione: 12 novembre 2013 - Etichetta: Atlantic Records - Lingua: italiano, spagnolo                                             | 1           | 6           | 39          | 12          | —           | 41          | 53          | —           | 8           | —           | 14          | 500.000   | - ITA: Platino (3) - ESP: Oro - MEX: Oro - SWI: Oro | - ITA: 150 000+ - ESP: 20 000+ - MEX: 30 000+ - SWI: 15 000+ |
| 2019                                                                          | The Singles Collection - Pubblicazione: giugno 2019 - Etichetta: Atlantic Records - Lingua: italiano, spagnolo                                                                      | —           | —           | —           | —           | —           | —           | —           | —           | —           | —           | —           |           | | |
| "—" indica una pubblicazione non classificata o non pubblicata in quel Paese. | |             |             |             |             |             |             |             |             |             |             |             |           | | |

Note
- x La posizione raggiunta in Francia dall'album The Best of Laura Pausini: E ritorno da te non è relativa alla classifica generale degli album, ma alla classifica riservata alle sole raccolte.

### Album dal vivo
| Anno                                                                          | Titolo | Classifiche | Classifiche | Classifiche | Classifiche | Classifiche | Classifiche | Classifiche | Vendite | Certificazioni                    | Unità           |
| Anno                                                                          | Titolo | ITA         | BEL (WA)    | FRA         | ESP         | CHE         | MEX         | USA Latin   | Vendite | Certificazioni                    | Unità           |
| ----------------------------------------------------------------------------- | --- | ----------- | ----------- | ----------- | ----------- | ----------- | ----------- | ----------- | ------- | --------------------------------- | --------------- |
| 2005                                                                          | Live in Paris 05 - Pubblicazione: 25 novembre 2005 - Etichetta: Atlantic Records - Lingua: italiano                                              | 8           | 57          | 68          | —           | 24          | —           | —           |         | - ITA: Platino (2) - ARG: Platino | - ITA: 160 000+ |
| 2007                                                                          | San Siro 2007 - Pubblicazione: 30 novembre 2007 - Etichetta: Atlantic Records - Lingua: italiano                                                 | 5           | 57          | 135         | —           | 26          | 50          | —           | 500.000 | - ITA: Platino                    | - ITA: 120 000  |
| 2009                                                                          | Laura Live World Tour 09 Laura Live Gira Mundial 09 - Pubblicazione: 24 novembre 2009 - Etichetta: Atlantic Records - Lingua: italiano, spagnolo | 2           | 53          | 91          | 32          | 14          | 24          | 33          |         | - ITA: Platino (4)                | - ITA: 240 000  |
| "—" indica una pubblicazione non classificata o non pubblicata in quel Paese. | |             |             |             |             |             |             |             |         |                                   |                 |

## Singoli

### Come artista principale

#### 1993-1999
| Anno                                                                          | Titolo                                                  | Classifiche | Classifiche | Classifiche | Classifiche | Classifiche | Classifiche | Classifiche | Classifiche | Classifiche   | Certificazioni                       | Unità                                     | Album di provenienza                 |
| Anno                                                                          | Titolo                                                  | ITA         | BEL (FL)    | BEL (WA)    | FRA         | GER         | NLD         | SWI         | USA Latin   | USA Latin Pop | Certificazioni                       | Unità                                     | Album di provenienza                 |
| ----------------------------------------------------------------------------- | ------------------------------------------------------- | ----------- | ----------- | ----------- | ----------- | ----------- | ----------- | ----------- | ----------- | ------------- | ------------------------------------ | ----------------------------------------- | ------------------------------------ |
| 1993                                                                          | La solitudine / La soledad / La solitudine (Loneliness) | 1           | 1           | —           | 5           | —           | 2           | —           | 22          | 5             | - ITA: Platino (dal 2009) - NLD: Oro | - ITA: 100 000+ (dal 2009) - NLD: 75 000+ | Laura Pausini Laura                  |
| 1993                                                                          | Non c'è / Se fue                                        | 12          | —           | —           | —           | 76          | —           | —           | 24          | 5             |                                      |                                           | Laura Pausini Laura                  |
| 1993                                                                          | Mi rubi l'anima (con Raf)                               | 36          | —           | —           | —           | —           | —           | —           | —           | —             |                                      |                                           | Laura Pausini Laura                  |
| 1993                                                                          | Perché non torna più                                    | 69          | —           | —           | —           | —           | —           | —           | —           | —             | - ITA: Oro (dal 2009)                | - ITA: 35 000+ (dal 2009)                 | Laura Pausini Laura                  |
| 1994                                                                          | Strani amori / Amores extraños                          | 2           | 2           | —           | 43          | —           | 4           | —           | 7           | 1             |                                      |                                           | Laura Pausini Laura                  |
| 1994                                                                          | Gente                                                   | 10          | 23          | —           | 43          | —           | 41          | —           | 13          | 2             |                                      |                                           | Laura Pausini Laura                  |
| 1994                                                                          | Lettera                                                 | 65          | 41          | —           | —           | —           | 43          | —           | —           | —             |                                      |                                           | Laura Pausini Laura                  |
| 1994                                                                          | Lui non sta con te / El no esta por ti                  | 48          | —           | —           | —           | —           | —           | —           | —           | —             |                                      |                                           | Laura Pausini Laura                  |
| 1995                                                                          | Las chicas                                              | —           | —           | —           | —           | —           | —           | —           | —           | —             |                                      |                                           | Laura Pausini Laura                  |
| 1996                                                                          | Incancellabile / Inolvidable / Inesequecivel            | 11          | 13          | 17          | —           | —           | 37          | 23          | 13          | 3             |                                      |                                           | Le cose che vivi Las cosas que vives |
| 1996                                                                          | Le cose che vivi / Las cosas que vives                  | 2           | 66          | —           | —           | —           | 99          | —           | 6           | 1             |                                      |                                           | Le cose che vivi Las cosas que vives |
| 1997                                                                          | Dos enamorados / Apaixonados como nós                   | —           | —           | —           | —           | —           | —           | —           | 37          | 4             |                                      |                                           | Le cose che vivi Las cosas que vives |
| 1997                                                                          | Ascolta il tuo cuore / Escucha a tu corazón             | 15          | —           | —           | —           | —           | —           | —           | 16          | 4             |                                      |                                           | Le cose che vivi Las cosas que vives |
| 1997                                                                          | Angeli nel blu                                          | 20          | —           | —           | —           | —           | —           | —           | —           | —             |                                      |                                           | Le cose che vivi Las cosas que vives |
| 1997                                                                          | Seamisai / Cuando se ama                                | —           | —           | —           | —           | —           | —           | —           | —           | —             |                                      |                                           | Le cose che vivi Las cosas que vives |
| 1998                                                                          | Un'emergenza d'amore / Emergencia de amor               | 8           | —           | —           | —           | —           | 77          | 43          | 23          | 8             |                                      |                                           | La mia risposta Mi respuesta         |
| 1999                                                                          | In assenza di te / En ausencia de ti                    | 20          | —           | —           | 42          | —           | —           | —           | —           | —             |                                      |                                           | La mia risposta Mi respuesta         |
| 1999                                                                          | Me siento tan bien                                      | —           | —           | —           | —           | —           | —           | —           | —           | —             |                                      |                                           | La mia risposta Mi respuesta         |
| 1999                                                                          | La mia risposta / Mi respuesta                          | 18          | —           | —           | —           | —           | —           | —           | —           | —             |                                      |                                           | La mia risposta Mi respuesta         |
| "—" indica una pubblicazione non classificata o non pubblicata in quel Paese. |                                                         |             |             |             |             |             |             |             |             |               |                                      |                                           |                                      |

#### 2000-2006
| Anno                                                                          | Singolo                                                             | Posizioni massime in classifica | Posizioni massime in classifica | Posizioni massime in classifica | Posizioni massime in classifica | Posizioni massime in classifica | Posizioni massime in classifica | Posizioni massime in classifica | Posizioni massime in classifica | Posizioni massime in classifica | Posizioni massime in classifica | Certificazioni            | Unità                     | Album di provenienza                                                                       |
| Anno                                                                          | Singolo                                                             | ITA                             | ESP                             | BEL (FL)                        | BEL (WA)                        | FRA                             | NLD                             | SWE                             | SWI                             | USA Latin                       | USA Latin Pop                   | Certificazioni            | Unità                     | Album di provenienza                                                                       |
| ----------------------------------------------------------------------------- | ------------------------------------------------------------------- | ------------------------------- | ------------------------------- | ------------------------------- | ------------------------------- | ------------------------------- | ------------------------------- | ------------------------------- | ------------------------------- | ------------------------------- | ------------------------------- | ------------------------- | ------------------------- | ------------------------------------------------------------------------------------------ |
| 2000                                                                          | Tra te e il mare / Entre tú y mil mares                             | 4                               | —                               | —                               | 59                              | 16                              | 82                              | —                               | 42                              | 13                              | 10                              |                           |                           | Tra te e il mare Entre tú y mil mares                                                      |
| 2001                                                                          | Il mio sbaglio più grande / Un error de los grandes                 | 20                              | —                               | —                               | —                               | —                               | 93                              | —                               | 86                              | —                               | —                               |                           |                           | Tra te e il mare Entre tú y mil mares                                                      |
| 2001                                                                          | Fidati di me / Fíate de mí                                          | —                               | —                               | —                               | —                               | —                               | —                               | —                               | —                               | —                               | —                               |                           |                           | Tra te e il mare Entre tú y mil mares                                                      |
| 2001                                                                          | Volevo dirti che ti amo / Quiero decirte que te amo                 | —                               | —                               | —                               | —                               | —                               | —                               | —                               | —                               | 36                              | 15                              |                           |                           | Tra te e il mare Entre tú y mil mares                                                      |
| 2001                                                                          | E ritorno da te / Volveré junto a ti                                | 3                               | —                               | —                               | —                               | 38                              | 20                              | —                               | 47                              | 11                              | 8                               | - ITA: Platino (dal 2009) | - ITA: 50 000+ (dal 2009) | The Best of Laura Pausini - E ritorno da te Lo mejor de Laura Pausini - Volveré junto a ti |
| 2002                                                                          | Una storia che vale / Dos historias iguales                         | —                               | —                               | —                               | —                               | —                               | —                               | —                               | —                               | —                               | —                               |                           |                           | The Best of Laura Pausini - E ritorno da te Lo mejor de Laura Pausini - Volveré junto a ti |
| 2002                                                                          | La solitudine (New Version)                                         | —                               | —                               | —                               | —                               | —                               | —                               | —                               | —                               | —                               | —                               |                           |                           | The Best of Laura Pausini - E ritorno da te Lo mejor de Laura Pausini - Volveré junto a ti |
| 2002                                                                          | Non c'è (New Version)                                               | —                               | —                               | —                               | —                               | —                               | —                               | —                               | —                               | —                               | —                               |                           |                           | The Best of Laura Pausini - E ritorno da te Lo mejor de Laura Pausini - Volveré junto a ti |
| 2002                                                                          | Dime (con José el Francés)                                          | —                               | —                               | —                               | —                               | —                               | —                               | —                               | —                               | —                               | —                               |                           |                           | The Best of Laura Pausini - E ritorno da te Lo mejor de Laura Pausini - Volveré junto a ti |
| 2002                                                                          | Seamisai (Sei que me amavas) (con Gilberto Gil)                     | —                               | —                               | —                               | —                               | —                               | —                               | —                               | —                               | —                               | —                               |                           |                           | The Best of Laura Pausini - E ritorno da te Lo mejor de Laura Pausini - Volveré junto a ti |
| 2002                                                                          | Tra te e il mare                                                    | —                               | —                               | —                               | —                               | —                               | —                               | —                               | —                               | —                               | —                               |                           |                           | The Best of Laura Pausini - E ritorno da te Lo mejor de Laura Pausini - Volveré junto a ti |
| 2002                                                                          | Speranza                                                            | —                               | —                               | —                               | —                               | —                               | —                               | —                               | —                               | —                               | —                               |                           |                           | The Best of Laura Pausini - E ritorno da te Lo mejor de Laura Pausini - Volveré junto a ti |
| 2003                                                                          | In assenza di te                                                    | 20                              | —                               | —                               | —                               | 42                              | —                               | —                               | —                               | —                               | —                               |                           |                           | The Best of Laura Pausini - E ritorno da te Lo mejor de Laura Pausini - Volveré junto a ti |
| 2003                                                                          | Surrender                                                           | 7                               | —                               | 25                              | 39                              | 55                              | 31                              | 38                              | 34                              | 1                               | —                               |                           |                           | From the Inside                                                                            |
| 2003                                                                          | I Need Love / De tu amor                                            | —                               | —                               | —                               | —                               | —                               | —                               | —                               | 100                             | —                               | —                               |                           |                           | From the Inside                                                                            |
| 2003                                                                          | It's Not Good-Bye                                                   | —                               | —                               | —                               | —                               | —                               | —                               | —                               | —                               | —                               | —                               |                           |                           | From the Inside                                                                            |
| 2003                                                                          | If That's Love                                                      | —                               | —                               | —                               | —                               | —                               | —                               | —                               | —                               | 1                               | —                               |                           |                           | From the Inside                                                                            |
| 2004                                                                          | Resta in ascolto / Escucha atento                                   | 1                               | 16                              | 65                              | 35                              | —                               | —                               | —                               | 25                              | 17                              | 9                               |                           |                           | Resta in ascolto Escucha                                                                   |
| 2004                                                                          | Vivimi / Víveme                                                     | —                               | 20                              | —                               | 65                              | —                               | —                               | —                               | 38                              | 6                               | 2                               | - ITA: Oro (dal 2009)     | - ITA: 50 000+ (dal 2009) | Resta in ascolto Escucha                                                                   |
| 2005                                                                          | Come se non fosse stato mai amore / Como si no nos hubiéramos amado | —                               | —                               | —                               | —                               | —                               | —                               | —                               | —                               | 10                              | 1                               |                           |                           | Resta in ascolto Escucha                                                                   |
| 2005                                                                          | Benedetta passione / Bendecida pasión                               | —                               | —                               | —                               | —                               | —                               | —                               | —                               | —                               | —                               | —                               |                           |                           | Resta in ascolto Escucha                                                                   |
| 2005                                                                          | La prospettiva di me                                                | —                               | —                               | —                               | —                               | —                               | —                               | —                               | —                               | —                               | —                               |                           |                           | Resta in ascolto Escucha                                                                   |
| 2006                                                                          | Il tuo nome in maiuscolo / Tu nombre en mayúsculas                  | —                               | —                               | —                               | —                               | —                               | —                               | —                               | —                               | 37                              | 13                              |                           |                           | Resta in ascolto Escucha                                                                   |
| "—" indica una pubblicazione non classificata o non pubblicata in quel Paese. |                                                                     |                                 |                                 |                                 |                                 |                                 |                                 |                                 |                                 |                                 |                                 |                           |                           |                                                                                            |

#### 2006-2012
| Anno                                                                          | Singolo                                                                                        | Posizioni massime in classifica | Posizioni massime in classifica | Posizioni massime in classifica | Posizioni massime in classifica | Posizioni massime in classifica | Posizioni massime in classifica | Posizioni massime in classifica | Posizioni massime in classifica | Posizioni massime in classifica | Posizioni massime in classifica | Certificazioni            | Unità                         | Album di provenienza                                |
| Anno                                                                          | Singolo                                                                                        | ITA                             | ESP                             | AUT                             | BEL (FL)                        | BEL (WA)                        | FRA                             | GER                             | SWI                             | USA Latin Song                  | USA Latin Pop Song              | Certificazioni            | Unità                         | Album di provenienza                                |
| ----------------------------------------------------------------------------- | ---------------------------------------------------------------------------------------------- | ------------------------------- | ------------------------------- | ------------------------------- | ------------------------------- | ------------------------------- | ------------------------------- | ------------------------------- | ------------------------------- | ------------------------------- | ------------------------------- | ------------------------- | ----------------------------- | --------------------------------------------------- |
| 2006                                                                          | Io canto / Je chante (Io canto) / Yo canto                                                     | 1                               | —                               | —                               | 65                              | 11                              | 26                              | —                               | 20                              | —                               | 32                              | - ITA: Platino (3)        | - ITA: 70 000+                | Io canto Yo canto                                   |
| 2007                                                                          | Spaccacuore / Dispárame dispara                                                                | 14                              | —                               | —                               | —                               | —                               | —                               | —                               | —                               | —                               | —                               | - ITA: Oro (dal 2009)     | - ITA: 15 000+ (dal 2009)     | Io canto Yo canto                                   |
| 2007                                                                          | Non me lo so spiegare / No me lo puedo explicar (con Tiziano Ferro)                            | —                               | —                               | —                               | —                               | —                               | —                               | —                               | —                               | —                               | —                               | - ITA: Platino (dal 2009) | - ITA: 30 000+ (dal 2009)     | Io canto Yo canto                                   |
| 2007                                                                          | Mi libre canción (con Juanes)                                                                  | —                               | —                               | —                               | —                               | —                               | —                               | —                               | —                               | —                               | —                               |                           |                               | Io canto Yo canto                                   |
| 2007                                                                          | Y mi banda toca el rock                                                                        | —                               | —                               | —                               | —                               | —                               | —                               | —                               | —                               | —                               | 29                              |                           |                               | Io canto Yo canto                                   |
| 2007                                                                          | Cinque giorni                                                                                  | —                               | —                               | —                               | —                               | —                               | —                               | —                               | —                               | —                               | —                               |                           |                               | Io canto Yo canto                                   |
| 2007                                                                          | Destinazione paradiso (live)                                                                   | 8                               | —                               | —                               | 87                              | —                               | —                               | —                               | —                               | —                               | —                               | - ITA: Oro (dal 2009)     | - ITA: 15 000+ (dal 2009)     | San Siro 2007                                       |
| 2007                                                                          | Y mi banda toca el rock (live)                                                                 | 21                              | —                               | —                               | —                               | —                               | —                               | —                               | 25                              | —                               | —                               |                           |                               | San Siro 2007                                       |
| 2008                                                                          | Invece no / En cambio no                                                                       | 2                               | 47                              | —                               | —                               | —                               | 49                              | —                               | 52                              | 28                              | 9                               |                           |                               | Primavera in anticipo Primavera anticipada          |
| 2009                                                                          | Primavera in anticipo (It Is My Song) / Primavera anticipada (It Is My Song) (con James Blunt) | 5                               | 21                              | 1                               | 59                              | 23                              | —                               | 16                              | 5                               | —                               | —                               | - AUT: Oro - SWI: Oro     | - AUT: 10 000+ - SWI: 15 000+ | Primavera in anticipo Primavera anticipada          |
| 2009                                                                          | Un fatto ovvio / Un hecho obvio                                                                | 14                              | —                               | —                               | —                               | —                               | —                               | —                               | —                               | —                               | —                               |                           |                               | Primavera in anticipo Primavera anticipada          |
| 2009                                                                          | Bellissimo così                                                                                | —                               | —                               | —                               | —                               | —                               | —                               | —                               | —                               | —                               | —                               |                           |                               | Primavera in anticipo Primavera anticipada          |
| 2009                                                                          | Con la musica alla radio / Con la música en la radio                                           | 10                              | —                               | —                               | —                               | —                               | —                               | —                               | —                               | —                               | —                               | - ITA: Oro                | - ITA: 15 000+                | Laura Live World Tour 09 Laura Live Gira Mundial 09 |
| 2009                                                                          | Non sono lei / Ella no soy                                                                     | 29                              | —                               | —                               | —                               | —                               | —                               | —                               | —                               | —                               | —                               |                           |                               | Laura Live World Tour 09 Laura Live Gira Mundial 09 |
| 2010                                                                          | Casomai / Menos mal                                                                            | —                               | —                               | —                               | —                               | —                               | —                               | —                               | —                               | —                               | —                               |                           |                               | Laura Live World Tour 09 Laura Live Gira Mundial 09 |
| 2011                                                                          | Benvenuto / Bienvenido                                                                         | 1                               | 15                              | —                               | —                               | 58                              | —                               | —                               | 49                              | 41                              | 15                              | - ITA: Platino            | - ITA: 30 000+                | Inedito Inédito                                     |
| 2011                                                                          | Non ho mai smesso / Jamás abandoné                                                             | 15                              | —                               | —                               | —                               | 73                              | —                               | —                               | —                               | 20                              | 33                              | - ITA: Oro                | - ITA: 15 000+                | Inedito Inédito                                     |
| 2012                                                                          | Bastava / Bastaba                                                                              | 39                              | 50                              | —                               | —                               | —                               | —                               | —                               | —                               | —                               | —                               |                           |                               | Inedito Inédito                                     |
| 2012                                                                          | Mi tengo                                                                                       | —                               | —                               | —                               | —                               | —                               | —                               | —                               | —                               | —                               | —                               |                           |                               | Inedito Inédito                                     |
| 2012                                                                          | Le cose che non mi aspetto / Las cosas que no me espero (con Carlos Baute)                     | 43                              | 41                              | —                               | —                               | —                               | —                               | —                               | —                               | —                               | —                               |                           |                               | Inedito Inédito                                     |
| 2012                                                                          | Celeste                                                                                        | 27                              | —                               | —                               | —                               | —                               | —                               | —                               | —                               | —                               | —                               | - ITA: Oro                | - ITA: 25 000+                | Inedito Inédito                                     |
| "—" indica una pubblicazione non classificata o non pubblicata in quel Paese. |                                                                                                |                                 |                                 |                                 |                                 |                                 |                                 |                                 |                                 |                                 |                                 |                           |                               |                                                     |

#### 2013-2025
| Anno                                                                          | Singolo                                                                    | Classifiche | Classifiche | Classifiche | Classifiche | Classifiche | Classifiche | Classifiche | Classifiche | Classifiche | Classifiche   | Certificazioni     | Unità           | Album di provenienza                       |
| Anno                                                                          | Singolo                                                                    | ITA         | ESP         | AUT         | BEL (FL)    | BEL (WA)    | FRA         | GER         | SWI         | USA Latin   | USA Latin Pop | Certificazioni     | Unità           | Album di provenienza                       |
| ----------------------------------------------------------------------------- | -------------------------------------------------------------------------- | ----------- | ----------- | ----------- | ----------- | ----------- | ----------- | ----------- | ----------- | ----------- | ------------- | ------------------ | --------------- | ------------------------------------------ |
| 2013                                                                          | Limpido / Limpio (con Kylie Minogue)                                       | 1           | 22          | —           | —           | 68          | —           | —           | 66          | —           | —             | - ITA: Oro         | - ITA: 15 000+  | 20 - The Greatest Hits 20 - Grandes Exitos |
| 2013                                                                          | Se non te / Sino a ti (con Thalía)                                         | 8           | —           | —           | —           | —           | —           | —           | —           | —           | 18            |                    |                 | 20 - The Greatest Hits 20 - Grandes Exitos |
| 2013                                                                          | Víveme (New Version) (con Alejandro Sanz)                                  | —           | —           | —           | —           | —           | —           | —           | —           | 34          | 9             |                    |                 | 20 - The Greatest Hits 20 - Grandes Exitos |
| 2014                                                                          | Dove resto solo io / Donde quedo solo yo (con Álex Ubago)                  | 41          | —           | —           | —           | —           | —           | —           | —           | —           | —             |                    |                 | 20 - The Greatest Hits 20 - Grandes Exitos |
| 2014                                                                          | Se fue (New Version 2013) (con Marc Anthony)                               | —           | —           | —           | —           | —           | —           | —           | —           | 15          | 6             |                    |                 | 20 - The Greatest Hits 20 - Grandes Exitos |
| 2014                                                                          | Surrender (New Version)                                                    | —           | —           | —           | —           | —           | —           | —           | —           | —           | —             |                    |                 | 20 - The Greatest Hits 20 - Grandes Exitos |
| 2015                                                                          | Entre tú y mil mares (New Version 2013) (con Melendi)                      | —           | —           | —           | —           | —           | —           | —           | —           | —           | —             |                    |                 | 20 - The Greatest Hits 20 - Grandes Exitos |
| 2015                                                                          | Lato destro del cuore / Lado derecho del corazón                           | 3           | 15          | —           | —           | —           | —           | —           | —           | —           | 26            | - ITA: Oro         | - ITA: 25 000+  | Simili Similares                           |
| 2015                                                                          | Simili / Similares                                                         | 20          | —           | —           | —           | —           | —           | —           | —           | —           | —             | - ITA: Platino (2) | - ITA: 100 000+ | Simili Similares                           |
| 2016                                                                          | Nella porta accanto / En la puerta de al lado                              | —           | —           | —           | —           | —           | —           | —           | —           | —           | —             |                    |                 | Simili Similares                           |
| 2016                                                                          | Innamorata / Enamorada (Takagi & Ketra Remix)                              | 67          | —           | —           | —           | —           | —           | —           | —           | —           | 28            | - ITA: Oro         | - ITA: 25 000+  | Simili Similares                           |
| 2016                                                                          | Ho creduto a me / He creído en mí                                          | —           | —           | —           | —           | —           | —           | —           | —           | —           | —             |                    |                 | Simili Similares                           |
| 2016                                                                          | Santa Claus Is Coming to Town / Santa Claus llegó a la ciudad              | —           | —           | —           | —           | —           | —           | —           | —           | —           | —             |                    |                 | Laura Xmas Laura Navidad                   |
| 2016                                                                          | Noël Blanc                                                                 | —           | —           | —           | —           | —           | —           | —           | —           | —           | —             |                    |                 | Laura Xmas Laura Navidad                   |
| 2017                                                                          | 200 note                                                                   | —           | —           | —           | —           | —           | —           | —           | —           | —           | —             |                    |                 | Simili                                     |
| 2017                                                                          | Pregúntale al cielo                                                        | —           | —           | —           | —           | —           | —           | —           | —           | —           | —             |                    |                 | Similares                                  |
| 2018                                                                          | Non è detto/Nadie ha dicho                                                 | 7           | 9           | —           | 106         | 87          | —           | —           | 32          | —           | 28            |                    |                 | Fatti sentire Hazte sentir                 |
| 2018                                                                          | Nadie ha dicho (remix) (con Gente de Zona)                                 | —           | —           | —           | —           | —           | —           | —           | —           | —           | —             |                    |                 | Hazte sentir más                           |
| 2018                                                                          | Frasi a metà                                                               | 73          | —           | —           | —           | —           | —           | —           | —           | —           | —             |                    |                 | Fatti sentire Hazte sentir                 |
| 2018                                                                          | E.STA.A.TE                                                                 | —           | —           | —           | 103         | —           | —           | —           | —           | —           | —             |                    |                 | Fatti sentire Hazte sentir                 |
| 2018                                                                          | Nuevo / Novo (con Simone & Simaria)                                        | —           | —           | —           | —           | —           | —           | —           | —           | —           | —             |                    |                 | Fatti sentire Hazte sentir                 |
| 2018                                                                          | La soluzione                                                               | —           | —           | —           | —           | —           | —           | —           | —           | —           | —             |                    |                 | Fatti sentire Hazte sentir                 |
| 2018                                                                          | Il coraggio di andare / El valor de seguir adelante (con Biagio Antonacci) | 51          | —           | —           | —           | —           | —           | —           | —           | —           | —             | - ITA: Oro         | - ITA: 25 000+  | Fatti sentire ancora                       |
| 2018                                                                          | La solución (con Carlos Rivera)                                            | —           | —           | —           | —           | —           | —           | —           | —           | —           | —             |                    |                 | Hazte sentir más                           |
| 2020                                                                          | Verdades a medias (con Bebe)                                               | —           | —           | —           | —           | —           | —           | —           | —           | —           | —             |                    |                 | Hazte sentir más                           |
| 2020                                                                          | Io sì (Seen)                                                               | 71          | —           | —           | —           | —           | —           | —           | —           | 6           | —             | - ITA: Oro         | - ITA: 50 000+  | /                                          |
| 2022                                                                          | Scatola / Caja                                                             | 47          | —           | —           | —           | —           | —           | —           | —           | —           | —             | - ITA: Oro         | - ITA: 50 000+  | /                                          |
| 2023                                                                          | Un buon inizio / Un buen inicio                                            | 75          | —           | —           | —           | —           | —           | —           | —           | —           | —             |                    |                 | Anime parallele Almas paralelas            |
| 2023                                                                          | Il primo passo sulla luna / El primer paso en la luna                      | —           | —           | —           | —           | —           | —           | —           | —           | —           | —             |                    |                 | Anime parallele Almas paralelas            |
| 2023                                                                          | Durare / Durar / Durar (uma vida com você) (con Tiago Iorc)                | 71          | —           | —           | —           | —           | —           | —           | —           | —           | —             |                    |                 | Anime parallele Almas paralelas            |
| 2023                                                                          | Zero / Cero                                                                | —           | —           | —           | —           | —           | —           | —           | —           | —           | —             |                    |                 | Anime parallele Almas paralelas            |
| 2024                                                                          | Ciao / Chao                                                                | —           | —           | —           | —           | —           | —           | —           | —           | —           | —             |                    |                 | Anime parallele Almas paralelas            |
| "—" indica una pubblicazione non classificata o non pubblicata in quel Paese. |                                                                            |             |             |             |             |             |             |             |             |             |               |                    |                 |                                            |

### Singoli in collaborazione con altri artisti
| Anno                                                                          | Singolo                                                                     | Posizioni massime in classifica | Posizioni massime in classifica | Posizioni massime in classifica | Posizioni massime in classifica | Posizioni massime in classifica | Posizioni massime in classifica | Certificazioni        | Unità                               | Album di provenienza                         |
| Anno                                                                          | Singolo                                                                     | ITA                             | BEL (WA)                        | FRA                             | SWI                             | USA Latin                       | USA Latin Pop                   | Certificazioni        | Unità                               | Album di provenienza                         |
| ----------------------------------------------------------------------------- | --------------------------------------------------------------------------- | ------------------------------- | ------------------------------- | ------------------------------- | ------------------------------- | ------------------------------- | ------------------------------- | --------------------- | ----------------------------------- | -------------------------------------------- |
| 2002                                                                          | Sei solo tu / Tan sólo tú (con Nek)                                         | 3                               | —                               | 55                              | 46                              | 36                              | 17                              |                       |                                     | Le cose da difendere Las cosas que defenderé |
| 2003                                                                          | Todo para ti (con Michael Jackson e vari artisti)                           | —                               | —                               | —                               | —                               | —                               | —                               |                       |                                     | /                                            |
| 2003                                                                          | On n'oublie jamais rien, on vit avec (con Hélène Ségara)                    | —                               | 2                               | 3                               | 3                               | —                               | —                               | - FRA: Oro - BEL: Oro | - FRA: 250 000+ - BEL: 25 000+      | Humaine                                      |
| 2005                                                                          | Surrender to Love (con Ray Charles)                                         | —                               | —                               | —                               | —                               | —                               | —                               |                       |                                     | Genius & Friends                             |
| 2005                                                                          | You'll Never Find Another Love like Mine (live) (con Michael Bublé)         | 25                              | —                               | —                               | —                               | —                               | —                               |                       |                                     | Caught in the Act                            |
| 2007                                                                          | Te amaré (con Miguel Bosé)                                                  | —                               | —                               | —                               | —                               | —                               | —                               |                       |                                     | Papito                                       |
| 2008                                                                          | Dare to Live (vivere) / Vive ya! (vivere) (con Andrea Bocelli)              | 17                              | —                               | —                               | —                               | 20                              | 6                               |                       |                                     | Vivere - The Best of Andrea Bocelli          |
| 2009                                                                          | Domani 21/04.2009 (con Artisti Uniti per l'Abruzzo)                         | 1                               | —                               | —                               | —                               | —                               | —                               |                       |                                     | Domani 21/04.2009 (CD Singolo)               |
| 2010                                                                          | Gracias a la vida (con Voces unidas por Chile)                              | —                               | —                               | —                               | —                               | —                               | —                               |                       |                                     | /                                            |
| 2010                                                                          | Donna d'Onna (Live) (con Gianna Nannini, Giorgia, Elisa & Fiorella Mannoia) | 8                               | —                               | —                               | —                               | —                               | —                               |                       |                                     | Amiche per l'Abruzzo (DVD)                   |
| 2015                                                                          | Abrázame muy fuerte (con Juan Gabriel)                                      | —                               | —                               | —                               | —                               | —                               | —                               |                       |                                     | Los dúo                                      |
| 2017                                                                          | Hoy (con Por ti Perú hoy)                                                   | —                               | —                               | —                               | —                               | —                               | —                               |                       |                                     | /                                            |
| 2017                                                                          | Y, ¿si fuera ella? (con Alejandro Sanz, Pablo Alborán, Shakira e altri)     | —                               | —                               | —                               | —                               | —                               | —                               |                       |                                     | /                                            |
| 2019                                                                          | In questa nostra casa nuova (con Biagio Antonacci)                          | 41                              | —                               | —                               | —                               | —                               | —                               |                       |                                     | /                                            |
| 2024                                                                          | Roma (con Luis Fonsi)                                                       | —                               | —                               | —                               | —                               | —                               | —                               |                       |                                     | El viaje                                     |
| 2024                                                                          | Zeri in più (Locura) (con Lazza)                                            | 1                               | —                               | —                               | —                               | —                               | —                               | - ITA: Oro            | - ITA: 50 000+                      | Locura                                       |
| 2024                                                                          | Se fue (con Rauw Alejandro)                                                 | —                               | —                               | —                               | —                               | —                               | —                               | - MEX: Oro - SPA: Oro | - MEX: 220 000+220 - SPA: 30 000+30 | Cosa nuestra                                 |
| 2025                                                                          | Desire (con Robbie Williams)                                                | —                               | —                               | —                               | —                               | —                               | —                               |                       |                                     | /                                            |
| "—" indica una pubblicazione non classificata o non pubblicata in quel Paese. |                                                                             |                                 |                                 |                                 |                                 |                                 |                                 |                       |                                     |                                              |

### Altri singoli
| Anno                                                                          | Titolo              | Classifiche | Classifiche | Album di provenienza                      |
| Anno                                                                          | Titolo              | ITA         | NLD         | Album di provenienza                      |
| ----------------------------------------------------------------------------- | ------------------- | ----------- | ----------- | ----------------------------------------- |
| 1993                                                                          | Harmony in Love     | —           | —           | /                                         |
| 1999                                                                          | One More Time       | 42          | 76          | Message in a Bottle - Original Soundtrack |
| 2003                                                                          | Il mondo che vorrei | —           | —           | /                                         |
| 2006                                                                          | She (Uguale a lei)  | 6           | —           | /                                         |
| "—" indica una pubblicazione non classificata o non pubblicata in quel Paese. |                     |             |             |                                           |

### Altri brani entrati in classifica
| Anno                                                                          | Titolo                                                | Classifiche | Classifiche | Classifiche | Album di provenienza                        |
| Anno                                                                          | Titolo                                                | ITA         | BEL (FL)    | CHE         | Album di provenienza                        |
| ----------------------------------------------------------------------------- | ----------------------------------------------------- | ----------- | ----------- | ----------- | ------------------------------------------- |
| 2006                                                                          | Strada facendo                                        | 46          | —           | —           | Io canto                                    |
| 2006                                                                          | Come il sole all'improvviso                           | 40          | —           | —           | Io canto                                    |
| 2006                                                                          | Il mio canto libero                                   | 25          | —           | —           | Io canto                                    |
| 2007                                                                          | Non me lo so spiegare (con Tiziano Ferro)             | 13          | —           | —           | San Siro 2007                               |
| 2008                                                                          | La mia risposta                                       | 25          | —           | —           | The Best of Laura Pausini - E ritorno da te |
| 2011                                                                          | Inedito (con Gianna Nannini)                          | 78          | —           | —           | Inedito                                     |
| 2013                                                                          | La Solitudine - La Soledad - Loneliness / Medley 2013 | 14          | —           | —           | /                                           |
| 2016                                                                          | Let It Snow! Let It Snow! Let It Snow!                | —           | 101         | —           | Laura Xmas                                  |
| 2018                                                                          | Fantastico (fai quello che sei)                       | 32          | 79          | 94          | Fatti sentire                               |
| 2018                                                                          | Un progetto di vita in comune                         | 57          | —           | —           | Fatti sentire                               |
| "—" indica una pubblicazione non classificata o non pubblicata in quel Paese. |                                                       |             |             |             |                                             |

## Videografia

### Album video
| Anno                                                                          | Titolo | Classifiche | Classifiche  | Classifiche | Certificazioni            | Unità |
| Anno                                                                          | Titolo | ITA DVD     | BEL (WA) DVD | ESP DVD     | Certificazioni            | Unità |
| ----------------------------------------------------------------------------- | --- | ----------- | ------------ | ----------- | ------------------------- | ----- |
| 1999                                                                          | Video collection 93-99 - Pubblicazione: 3 dicembre 1999 - Etichetta: Nuova Fonit Cetra - Lingua: italiano, spagnolo | —           | —            | —           |                           |       |
| 2002                                                                          | Live 2001-2002 World Tour - Pubblicazione: 30 dicembre 2002 - Etichetta: CGD East West - Lingua: italiano           | —           | 5            | —           | - ARG: Platino - BRA: Oro |       |
| 2007                                                                          | San Siro 2007 - Pubblicazione: 30 novembre 2007 - Etichetta: Atlantic Records - Lingua: italiano                    | 3           | —            | 10          |                           |       |
| "—" indica una pubblicazione non classificata o non pubblicata in quel Paese. | |             |              |             |                           |       |

### Video musicali
| Anno | Titolo                                                                                                | Regista/i                                                                   |
| ---- | --- | --------------------------------------------------------------------------- |
| 1993 | La solitudine/La soledad                                                                              | Ambrogio Lo Giudice                                                         |
| 1993 | Non c'è/Se fue                                                                                        | Ambrogio Lo Giudice                                                         |
| 1993 | Perché non torna più                                                                                  | Ambrogio Lo Giudice                                                         |
| 1994 | Strani amori/Amores extraños                                                                          | Marco Della Fonte (lingua italiana); Stefano Salvati (lingua spagnola)      |
| 1994 | Gente                                                                                                 | Ago Panini (lingua italiana); Nadia De Paoli (lingua spagnola)              |
| 1996 | Incancellabile/Inolvidable/Inesquecível                                                               | Jamie De La Peña                                                            |
| 1996 | Le cose che vivi/Las cosas que vives                                                                  | Alberto Colombo                                                             |
| 1997 | Ascolta il tuo cuore/Escucha a tu corazón                                                             | Alberto Colombo                                                             |
| 1998 | Un'emergenza d'amore/Emergencia de amor                                                               | Norman Watson                                                               |
| 1999 | In assenza di te/En ausencia de ti                                                                    | Alberto Colombo                                                             |
| 1999 | La mia risposta/Mi respuesta                                                                          | Luca Lucini                                                                 |
| 2000 | Tra te e il mare/Entre tú y mil mares                                                                 | Alberto Colombo                                                             |
| 2001 | Il mio sbaglio più grande/Un error de los grandes                                                     | Alberto Colombo                                                             |
| 2001 | Fidati di me/Fíate de mí                                                                              | Marco Salom                                                                 |
| 2001 | Volevo dirti che ti amo/Quiero decirte que te amo                                                     | Luca Lucini                                                                 |
| 2001 | E ritorno da te/Volveré junto a ti                                                                    | Gabriele Muccino                                                            |
| 2003 | Una storia che vale/Dos historias iguales                                                             | Daniele Persica                                                             |
| 2003 | Surrender                                                                                             | Bille Woodruff (versione statunitense); Gaetano Morbioli (versione europea) |
| 2003 | I Need Love/De tu amor                                                                                | Gaetano Morbioli                                                            |
| 2004 | Resta in ascolto/Escucha atento                                                                       | Paolo Monico                                                                |
| 2004 | Vivimi/Víveme                                                                                         | Gaetano Morbioli                                                            |
| 2004 | Prendo te                                                                                             | Gaetano Morbioli                                                            |
| 2005 | Come se non fosse stato mai amore/Como si no nos hubiéramos amado                                     | Gaetano Morbioli                                                            |
| 2005 | Benedetta passione/Bendecida pasión                                                                   | Gaetano Morbioli                                                            |
| 2005 | La prospettiva di me                                                                                  | Gaetano Morbioli                                                            |
| 2006 | Io canto/Je chante/Yo canto                                                                           | Gaetano Morbioli                                                            |
| 2007 | Spaccacuore/Dispárame dispara                                                                         | Gaetano Morbioli                                                            |
| 2007 | Non me lo so spiegare/No me lo puedo explicar (feat. Tiziano Ferro)                                   | Gaetano Morbioli                                                            |
| 2007 | Destinazione Paradiso (Live)                                                                          | Gaetano Morbioli, Cristian Biondani                                         |
| 2007 | Y mi banda toca el rock (Live)                                                                        | Gaetano Morbioli, Cristian Biondani                                         |
| 2007 | Dare to Live / Vive ya! (vivere) (feat. Andrea Bocelli)                                               | Beniamino Catena                                                            |
| 2008 | Invece no/En cambio no                                                                                | Alessandro D'Alatri                                                         |
| 2009 | Primavera in anticipo / Primavera anticipada (It Is My Song) (feat. James Blunt)                      | Gaetano Morbioli                                                            |
| 2009 | Un fatto ovvio/Un hecho obvio                                                                         | Gaetano Morbioli                                                            |
| 2009 | Con la musica alla radio/Con la música en la radio                                                    | Gaetano Morbioli                                                            |
| 2009 | Non sono lei/Ella no soy                                                                              | Gaetano Morbioli                                                            |
| 2010 | Casomai/Menos mal                                                                                     | Gaetano Morbioli                                                            |
| 2011 | Benvenuto/Bienvenido                                                                                  | Gaetano Morboli                                                             |
| 2011 | Non ho mai smesso/Jamás abandoné                                                                      | Gaetano Morboli                                                             |
| 2012 | Bastava/Bastaba                                                                                       | Gaetano Morboli                                                             |
| 2012 | Mi tengo / Me quedo                                                                                   | Gianluigi Fazio, Giorgio Fazio                                              |
| 2012 | Le cose che non mi aspetto/Las cosas que no me espero/Las cosas que no me espero (feat. Carlos Baute) | Salvatore Billeci                                                           |
| 2012 | Troppo tempo/Hace tiempo (feat. Ivano Fossati)                                                        | Leandro Manuel Emede, Nicolò Cerioni                                        |
| 2012 | Celeste                                                                                               | Gaetano Morbioli                                                            |
| 2013 | Limpido/Radiant/Limpio (feat. Kylie Minogue)                                                          | Gaetano Morbioli                                                            |
| 2013 | Se non te                                                                                             | Gaetano Morbioli                                                            |
| 2014 | Víveme '13 (feat. Alejandro Sanz)                                                                     | Gaetano Morbioli                                                            |
| 2014 | Dove resto solo io                                                                                    | Gaetano Morbioli                                                            |
| 2014 | Se fue '14 (feat. Marc Anthony)                                                                       | Leandro Manuel Emede, Nicolò Cerioni                                        |
| 2014 | Donde quedo solo yo (feat. Álex Ubago)                                                                | Gaetano Morbioli                                                            |
| 2014 | Sino a ti (feat. Thalía)                                                                              | Leandro Manuel Emede, Nicolò Cerioni                                        |
| 2015 | Entre tú y mil mares (feat. Melendi)                                                                  | Leandro Manuel Emede, Nicolò Cerioni                                        |
| 2015 | Lato destro del cuore/Lado derecho del corazón                                                        | Leandro Manuel Emede, Nicolò Cerioni                                        |
| 2015 | Per la musica/Es la música                                                                            | Leandro Manuel Emede, Nicolò Cerioni                                        |
| 2015 | Nella porta accanto/En la puerta de al lado                                                           | Leandro Manuel Emede, Nicolò Cerioni                                        |
| 2015 | Simili/Similares                                                                                      | Leandro Manuel Emede, Nicolò Cerioni                                        |
| 2015 | È a lei che devo l'amore/A ella le debo mi amor                                                       | Leandro Manuel Emede, Nicolò Cerioni                                        |
| 2016 | Il nostro amore quotidiano/Nuestro amor de cada día                                                   | Leandro Manuel Emede, Nicolò Cerioni                                        |
| 2016 | Innamorata/Innamorata (Takagi & Ketra Remix) / Enamorada (Takagi & Ketra Remix)                       | Leandro Manuel Emede, Nicolò Cerioni                                        |
| 2016 | Lo sapevi prima tu/Lo sabías antes tú                                                                 | Leandro Manuel Emede, Nicolò Cerioni                                        |
| 2016 | Ho creduto a me/He creído en mí                                                                       | Leandro Manuel Emede, Nicolò Cerioni                                        |
| 2016 | Santa Claus Is Coming to Town/Santa Claus llegó a la ciudad                                           | Gaetano Morbioli                                                            |
| 2016 | Noël Blanc                                                                                            | Gaetano Morbioli                                                            |
| 2017 | Tornerò (con calma si vedrà)/Regresaré (con calma se verá)                                            | Leandro Manuel Emede, Nicolò Cerioni                                        |
| 2017 | Sono solo nuvole/Solo nubes                                                                           | Leandro Manuel Emede, Nicolò Cerioni                                        |
| 2017 | 200 note/200 notas                                                                                    | Leandro Manuel Emede, Nicolò Cerioni                                        |
| 2017 | Io c'ero (+ amore x favore)/Yo estuve (+ amor x favor)                                                | Leandro Manuel Emede, Nicolò Cerioni                                        |
| 2017 | Colpevole/Culpable                                                                                    | Leandro Manuel Emede, Nicolò Cerioni                                        |
| 2017 | Chiedilo al cielo/Pregúntale al cielo                                                                 | Leandro Manuel Emede, Nicolò Cerioni                                        |
| 2018 | Non è detto/Nadie ha dicho                                                                            | Gaetano Morbioli                                                            |
| 2018 | Nadie ha dicho (Remix) (feat. Gente de Zona)                                                          | Leandro Manuel Emede                                                        |
| 2018 | Novo (feat. Simone & Simaria)                                                                         | João Monteiro, Fernando Moraes                                              |
| 2018 | Frasi a metà                                                                                          | Gaetano Morbioli                                                            |
| 2018 | E.STA.A.TE                                                                                            | Leandro Manuel Emede                                                        |
| 2018 | Nuevo                                                                                                 | Nuno Gomes                                                                  |
| 2018 | La soluzione                                                                                          | Gaetano Morbioli                                                            |
| 2018 | Il coraggio di andare/El valor de seguir adelante (feat. Biagio Antonacci)                            | Gaetano Morbioli                                                            |
| 2018 | La solución (feat. Carlos Rivera)                                                                     | Gaetano Morbioli                                                            |
| 2019 | In questa nostra casa nuova (con Biagio Antonacci)                                                    | Gaetano Morbioli                                                            |
| 2020 | Verdades a medias (feat. Bebe)                                                                        | Gaetano Morbioli                                                            |
| 2021 | Io sì (Seen)/Io sì (Seen) (Ita/Eng Version)                                                           | Edoardo Ponti                                                               |
| 2022 | Scatola/Caja                                                                                          | YouNuts!                                                                    |
| 2023 | Un buon inizio/Un buen inicio (Visual Video)                                                          | Dario Garegnani                                                             |
| 2023 | Il primo passo sulla luna/El primer paso en la luna (Visual Video)                                    | Marco Dacomo, Rachele Visocchi                                              |
| 2023 | Durare/Durar/Durar (uma vida com você)/Durar (uma vida com você) (Acoustic Version)                   | YouNuts!, Edoardo Palma                                                     |
| 2023 | Zero/Cero (Visual Video)                                                                              | Marco Dacomo; Rachele Visocchi                                              |
| 2024 | Il primo passo sulla luna/El primer paso en la luna                                                   | Fabrizio Bicio, Marchi Rachele Visocchi, Diana Ripani                       |
| 2024 | Ciao/Chao                                                                                             | Gaetano Morbioli                                                            |
| 2025 | Turista                                                                                               | Paolo Carta                                                                 |

#### Partecipazioni in video di altri artisti
| Anno | Titolo                               | Artista                                                            | Regista/i           |
| ---- | ------------------------------------ | ------------------------------------------------------------------ | ------------------- |
| 2002 | Sei solo tu / Tan sólo tú            | Nek feat. Laura Pausini                                            | Maki Gherzi         |
| 2003 | On n'oublie jamais rien, on vit avec | Hélène Ségara feat. Laura Pausini                                  | Gaetano Morbioli    |
| 2009 | Domani                               | Artisti Uniti per l'Abruzzo                                        | Ambrogio Lo Giudice |
| 2010 | Donna d'Onna                         | Laura Pausini, Gianna Nannini, Giorgia, Elisa e Fiorella Mannoia   | Gaetano Morbioli    |
| 2010 | Gracias a la vida                    | Voces Unidas por Chile                                             | Cristian Calderón   |
| 2015 | Abrázame muy fuerte                  | Juan Gabriel feat. Laura Pausini                                   |                     |
| 2017 | Y, ¿si fuera ella?                   | Alejandro Sanz feat. Pablo Alborán, Shakira, Laura Pausini e altri |                     |
| 2024 | Roma                                 | Luis Fonsi feat. Laura Pausini                                     | Carlos Perez        |
| 2024 | Zeri in più (Locura)                 | Lazza feat. Laura Pausini                                          | Late Milk           |

## Duetti

### Duetti studio
Duetti studio incisi su album di Laura Pausini
| Anno | Titolo                                               | Duetto con artista                                                         | Album di provenienza                           |
| ---- | ---------------------------------------------------- | -------------------------------------------------------------------------- | ---------------------------------------------- |
| 1993 | Mi rubi l'anima                                      | Raf                                                                        | Laura Pausini                                  |
| 1998 | Surrender to Love                                    | Ray Charles                                                                | Genius&Friends                                 |
| 2001 | Seamisai (Sei que me amavas)                         | Gilberto Gil                                                               | The Best of Laura Pausini - E ritorno da te    |
| 2001 | Cuando se ama (Sei que me amavas)                    | Gilberto Gil                                                               | Lo mejor de Laura Pausini - Volveré junto a ti |
| 2001 | Dime                                                 | José El Francés                                                            | Lo mejor de Laura Pausini - Volveré junto a ti |
| 2003 | On n'oublie jamais rien, on vit avec                 | Hélène Ségara                                                              | Humaine                                        |
| 2006 | Come il sole all'improvviso                          | Johnny Hallyday                                                            | Io canto                                       |
| 2006 | Non me lo so spiegare                                | Tiziano Ferro                                                              | Io canto                                       |
| 2006 | No me lo puedo explicar                              | Tiziano Ferro                                                              | Yo canto                                       |
| 2006 | Il mio canto libero                                  | Juanes                                                                     | Io canto                                       |
| 2006 | Mi libre canción                                     | Juanes                                                                     | Yo canto                                       |
| 2007 | Te amaré                                             | Miguel Bosé                                                                | Papito                                         |
| 2007 | Dare to Live (vivere)                                | Andrea Bocelli                                                             | Vivere - The Best of Andrea Bocelli            |
| 2007 | Vive ya! (vivere)                                    | Andrea Bocelli                                                             | Viviré - Lo mejor de Andrea Bocelli            |
| 2008 | Paris au mois d'aout                                 | Charles Aznavour                                                           | Duos                                           |
| 2008 | Primavera in anticipo (It Is My Song)                | James Blunt                                                                | Primavera in anticipo                          |
| 2008 | Primavera anticipada (It's My Song)                  | James Blunt                                                                | Primavera anticipada                           |
| 2011 | Troppo tempo                                         | Ivano Fossati                                                              | Inedito                                        |
| 2011 | Hace tiempo                                          | Ivano Fossati                                                              | Inédito                                        |
| 2011 | Inedito                                              | Gianna Nannini                                                             | Inedito                                        |
| 2011 | Inédito (Lo exacto opuesto de ti)                    | Gianna Nannini                                                             | Inédito                                        |
| 2011 | Nel primo sguardo                                    | Silvia Pausini                                                             | Inedito                                        |
| 2012 | Las cosas que no me espero                           | Carlos Baute                                                               | Inédito - Special Edition                      |
| 2013 | Limpido (Italian-English Version)                    | Kylie Minogue                                                              | 20 - The Greatest Hits                         |
| 2013 | Limpio (Spanish Version)                             | Kylie Minogue                                                              | 20 - Grandes Exitos                            |
| 2013 | Limpio (Spanglish Version)                           | Kylie Minogue                                                              | 20 - Grandes Exitos                            |
| 2013 | Non c'è/Se fue (New Version 2013)                    | Marc Anthony                                                               | 20 - The Greatest Hits                         |
| 2013 | Se fue (New Version 2013)                            | Marc Anthony                                                               | 20 - Grandes Exitos                            |
| 2013 | Le cose che vivi/Tudo o que eu vivo (New Version)    | Ivete Sangalo                                                              | 20 - The Greatest Hits                         |
| 2013 | Las cosas que vives/Tudo o que eu vivo (New Version) | Ivete Sangalo                                                              | 20 - Grandes Exitos                            |
| 2013 | Vivimi/Víveme (New Version)                          | Alejandro Sanz                                                             | 20 - The Greatest Hits                         |
| 2013 | Víveme (New Version)                                 | Alejandro Sanz                                                             | 20 - Grandes Exitos                            |
| 2013 | Je chante (Io canto) (New Version)                   | Lara Fabian                                                                | 20 - The Greatest Hits                         |
| 2014 | Sino a ti                                            | Thalía                                                                     | 20 - Grandes Exitos (New Version 2014)         |
| 2014 | Donde quedo solo yo                                  | Álex Ubago                                                                 | 20 - Grandes Exitos (New Version 2014)         |
| 2014 | Entre tú y mil mares                                 | Melendi                                                                    | 20 - Grandes Exitos (New Version 2014)         |
| 2018 | Novo                                                 | Simone & Simaria (Simone Mendes Rocha Diniz e Simária Mendes Rocha Escrig) | Fatti sentire (Brazilian Version)              |
| 2018 | Nadie ha dicho (Remix)                               | Gente de Zona                                                              | Hazte sentir más                               |
| 2018 | Il coraggio di andare                                | Biagio Antonacci                                                           | Fatti sentire ancora                           |
| 2018 | El valor de seguir adelante                          | Biagio Antonacci                                                           | Hazte sentir más                               |
| 2018 | La solución                                          | Carlos Rivera                                                              | Hazte sentir más                               |
| 2020 | Verdades a medias                                    | Bebe                                                                       | Hazte sentir más (Download digitale)           |
| 2023 | Durar (uma vida com você)                            | Tiago Iorc                                                                 | Fatti sentire (Brazilian Version)              |

Duetti studio incisi su album di altri artisti
| Anno | Titolo                                                          | Duetto con artista                                | Album di provenienza                                                                 |
| ---- | --------------------------------------------------------------- | ------------------------------------------------- | ------------------------------------------------------------------------------------ |
| 2002 | Sei solo tu                                                     | Nek                                               | Le cose da difendere (0927461272)                                                    |
| 2002 | Tan sólo tú                                                     | Nek                                               | Las cosas que defenderé (809274636829)                                               |
| 2002 | Esperança                                                       | Alejandro Sanz, Gilbert Abraham Stein, Fama Coral | Esperanca (7891430307226)                                                            |
| 2003 | Entre tú y mil mares                                            | Biagio Antonacci                                  | Cuanto tiempo... y ahora                                                             |
| 2003 | Pagano (coinvolta nella canzone)                                | Elio e le Storie Tese                             | Cicciput (0828765285520)                                                             |
| 2005 | Como tú y como yo                                               | Sin Bandera                                       | Mañana (80037629687220)                                                              |
| 2008 | Todo vuelve a empezar                                           | Luis Fonsi                                        | Palabras del silencio (602517737402)                                                 |
| 2008 | Paris au mois d'aôut                                            | Charles Aznavour                                  | • Duos (5099924368223, 2008) • L'Istrione: The Very Best Of (0602537907182, 2014)    |
| 2008 | Parigi in agosto                                                | Charles Aznavour                                  | • Duos (5099924368223, 2008) • L'Istrione: The Very Best Of (0602537907182, 2014)    |
| 2009 | Con tutto l'amore che posso                                     | Claudio Baglioni                                  | Q.P.G.A. (0886974320029)                                                             |
| 2010 | Strani amori                                                    | Renato Russo (duetto virtuale)                    | Renato Russo: Duetos (album commemorativo in ricordo di Renato Russo, 7891430107222) |
| 2011 | Massena Christmas Party (Jingle natalizio, Radio Deejay)        | Tiziano Ferro, Giorgia, Mario Biondi              | Natale a casa Deejay (2014)                                                          |
| 2011 | Buon Natale Radio Kiss Kiss (Jingle natalizio, Radio Kiss Kiss) | Tiziano Ferro, Francesco Facchinetti              | Download digitale                                                                    |
| 2013 | E ti prometterò                                                 | Josh Groban                                       | All That Echoes (0093624946083)                                                      |
| 2013 | Lo mejor está por llegar                                        | Deborah De Corrale, Ximena Sariñana               | Todos tenemos un sueño (825646447978)                                                |
| 2013 | Sorridi                                                         | Gloria Estefan                                    | The Standards (European Edition, 888837449229)                                       |
| 2013 | Sonríe                                                          | Gloria Estefan                                    | The Standards (Latin, European Edition, 888837393829)                                |
| 2013 | Historia de un amor                                             | Lucho Gatica                                      | Historia de un amor                                                                  |
| 2014 | Quello che le donne non dicono                                  | Fiorella Mannoia                                  | Fiorella (0888750251220)                                                             |
| 2015 | Abrázame muy fuerte                                             | Juan Gabriel                                      | Los dúo                                                                              |
| 2019 | In questa nostra casa nuova                                     | Biagio Antonacci                                  | Download digitale, 7"                                                                |
| 2019 | In questa nostra casa nuova (Acoustic Version)                  | Biagio Antonacci                                  | Download digitale, 7"                                                                |
| 2024 | Roma                                                            | Luis Fonsi                                        | El viaje                                                                             |
| 2024 | Zeri in più (Locura)                                            | Lazza                                             | Locura                                                                               |
| 2024 | Se fue                                                          | Rauw Alejandro                                    | Cosa nuestra                                                                         |

### Duetti live
Duetti live incisi su album di Laura Pausini
| Anno | Titolo                                                        | Duetto con artista                | Luogo                                                 | Album di provenienza                                                                                       |
| ---- | ------------------------------------------------------------- | --------------------------------- | ----------------------------------------------------- | --- |
| 2001 | Tra te e il mare (Video Live)                                 | Biagio Antonacci                  | 2 dicembre, Mediolanum Forum, Assago                  | Live 2001-2002 World Tour (DVD)                                                                            |
| 2005 | You'll Never Find Another Love like Mine (Audio Live + Video) | Michael Bublé                     | agosto, Wilten Theater, Los Angeles                   | • Caught in the Act (93624944423 CD+DVD 2005) • 20 - The Greatest Hits (2013) • 20 - Grandes Exitos (2013) |
| 2007 | Non me lo so spiegare (Audio Live + Video)                    | Tiziano Ferro                     | 2 giugno, Stadio Giuseppe Meazza di San Siro a Milano | San Siro 2007 (CD+DVD)                                                                                     |
| 2009 | Prima che esci (Video Live)                                   | Gianluca Grignani                 | 9 luglio, Arena Estiva, Bergamo                       | Laura Live World Tour 09 (CD+DVD) Laura Live Gira Mundial 09 (CD+DVD)                                      |
| 2009 | Paris au mois d'aout (Video Live)                             | Fabrizio Pausini (padre di Laura) | 10 maggio, Arena Genf, Ginevra                        | Laura Live World Tour 09 (CD+DVD) Laura Live Gira Mundial 09 (CD+DVD)                                      |
| 2011 | Lady Marmalade (Video Live)                                   | Syria, Paola & Chiara             | 31 dicembre, PalaLottomatica, Roma                    | Inedito - Special Edition (CD+DVD) Inédito - Special Edition (CD+DVD)                                      |

Duetti live incisi su album di altri artisti
| Anno | Titolo                                                   | Duetto con artista                                                                       | Luogo | Album di provenienza |
| ---- | -------------------------------------------------------- | ---------------------------------------------------------------------------------------- | --- | --- |
| 1999 | We are the World (Audio Live + Video)                    | Zucchero Fornaciari, Joe Cocker, Renato Zero, Alex Britti, Lionel Richie, Gianni Morandi | 1º giugno, Modena                                                                                                | Pavarotti & Friends for Guatemala and Kosovo (0028946660027 CD - 4666004 MC - 044007412039 VHS)                                |
| 1999 | Tu che m'hai preso il cuor (Audio Live + Video)          | Luciano Pavarotti                                                                        | 1º giugno, Modena                                                                                                | Pavarotti & Friends for Guatemala and Kosovo (0028946660027 CD - 4666004 MC - 044007412039 VHS)                                |
| 2006 | La loi du silence/Parole e silenzio (Audio Live + Video) | Johnny Hallyday                                                                          | 29 settembre, Bercy, Parigi                                                                                      | Flashback Tour (0825646414697 Full Edition Deluxe 3CD+2DVD)                                                                    |
| 2007 | Dare to Live (vivere) (Video Live)                       | Andrea Bocelli                                                                           | 5 luglio, Teatro del Silenzio, Lajatico                                                                          | Vivere. Live in Tuscany (8033120980862 CD+DVD, 2008)                                                                           |
| 2008 | Caruso (Video Live)                                      | Jovanotti                                                                                | 12 ottobre, Petra, concerto omaggio a Luciano Pavarotti                                                          | The Tribute to Pavarotti - One Amazing Weekend in Petra (044007433324 DVD, 2009)                                               |
| 2011 | Galilea (Audio Live + Video)                             | Sergio Dalma                                                                             | novembre, Spagna, speciale televisivo di TVE Especial Vía Dalma dedicato a Sergio Dalma (in onda il 24 dicembre) | • Sergio Dalma Via Dalma II - presentacion en vivo para TVE (DVD, 2011) / 30 Aniversario (1989-2019) (CD Deluxe Edition, 2019) |
| 2014 | Quanto tempo e ancora (Video Live)                       | Biagio Antonacci                                                                         | 31 maggio, Stadio Giuseppe Meazza di San Siro a Milano, Palco Antonacci Tour 2014                                | Palco Antonacci San Siro 2014 Live - L'amore comporta (CD+DVD)                                                                 |
| 2014 | Convivendo (Audio Live + Video)                          | Biagio Antonacci                                                                         | 31 maggio, Stadio Giuseppe Meazza di San Siro a Milano, Palco Antonacci Tour 2014                                | Palco Antonacci San Siro 2014 Live - L'amore comporta (CD+DVD)                                                                 |
| 2014 | Vivimi (Video)                                           | Biagio Antonacci                                                                         | 31 maggio, Stadio Giuseppe Meazza di San Siro a Milano, Palco Antonacci Tour 2014                                | Palco Antonacci San Siro 2014 Live - L'amore comporta (CD+DVD)                                                                 |
| 2014 | Tra te e il mare (Audio Live + Video)                    | Biagio Antonacci, Eros Ramazzotti                                                        | 31 maggio, Stadio Giuseppe Meazza di San Siro a Milano, Palco Antonacci Tour 2014                                | Palco Antonacci San Siro 2014 Live - L'amore comporta (CD+DVD)                                                                 |

### Duetti per iniziative benefiche
| Anno | Titolo                           | Duetto con artista                                | Descrizione | Album di provenienza                                                           |
| ---- | -------------------------------- | ------------------------------------------------- | --- | ------------------------------------------------------------------------------ |
| 2001 | Todo para ti                     | Artisti vari                                      | Brano scritto da Michael Jackson Realizzato per devolvere i proventi alle popolazioni colpite dagli Attentati dell'11 settembre 2001 a New York                                  | Download digitale                                                              |
| 2009 | Domani 21/04.2009                | Artisti Uniti per l'Abruzzo                       | Registrato il 21 aprile nello studio Officine Meccaniche di Mauro Pagani Realizzato per devolvere i proventi alle popolazioni colpite dal terremoto dell'Aquila                  | • Album singolo Domani 21/04.2009 • Download digitale                          |
| 2009 | Donna d'Onna                     | Gianna Nannini, Fiorella Mannoia, Giorgia & Elisa | 21 giugno, Megaconcerto allo Stadio Giuseppe Meazza di San Siro, Milano, organizzato da Amiche per l'Abruzzo per devolvere i proventi alle popolazioni del terremoto dell'Aquila | • Download digitale • DVD Amiche per l'Abruzzo                                 |
| 2009 | E penso a te (di Lucio Battisti) | Fiorella Mannoia                                  | 21 giugno, Megaconcerto allo Stadio Giuseppe Meazza di San Siro, Milano, organizzato da Amiche per l'Abruzzo per devolvere i proventi alle popolazioni del terremoto dell'Aquila | DVD Amiche per l'Abruzzo                                                       |
| 2009 | Quello che le donne non dicono   | Fiorella Mannoia, Giorgia, Elisa & Carmen Consoli | 21 giugno, Megaconcerto allo Stadio Giuseppe Meazza di San Siro, Milano, organizzato da Amiche per l'Abruzzo per devolvere i proventi alle popolazioni del terremoto dell'Aquila | DVD Amiche per l'Abruzzo                                                       |
| 2009 | Gocce di memoria                 | Giorgia                                           | 21 giugno, Megaconcerto allo Stadio Giuseppe Meazza di San Siro, Milano, organizzato da Amiche per l'Abruzzo per devolvere i proventi alle popolazioni del terremoto dell'Aquila | DVD Amiche per l'Abruzzo                                                       |
| 2009 | Luce (tramonti a nord est)       | Elisa, Irene Grandi                               | 21 giugno, Megaconcerto allo Stadio Giuseppe Meazza di San Siro, Milano, organizzato da Amiche per l'Abruzzo per devolvere i proventi alle popolazioni del terremoto dell'Aquila | DVD Amiche per l'Abruzzo                                                       |
| 2009 | Tra te e il mare                 | Elisa                                             | 21 giugno, Megaconcerto allo Stadio Giuseppe Meazza di San Siro, Milano, organizzato da Amiche per l'Abruzzo per devolvere i proventi alle popolazioni del terremoto dell'Aquila | DVD Amiche per l'Abruzzo                                                       |
| 2009 | Primavera in anticipo            | Giorgia                                           | 21 giugno, Megaconcerto allo Stadio Giuseppe Meazza di San Siro, Milano, organizzato da Amiche per l'Abruzzo per devolvere i proventi alle popolazioni del terremoto dell'Aquila | DVD Amiche per l'Abruzzo                                                       |
| 2009 | La solitudine                    | Gianna Nannini                                    | 21 giugno, Megaconcerto allo Stadio Giuseppe Meazza di San Siro, Milano, organizzato da Amiche per l'Abruzzo per devolvere i proventi alle popolazioni del terremoto dell'Aquila | DVD Amiche per l'Abruzzo                                                       |
| 2009 | Sei nell'anima                   | Gianna Nannini                                    | 21 giugno, Megaconcerto allo Stadio Giuseppe Meazza di San Siro, Milano, organizzato da Amiche per l'Abruzzo per devolvere i proventi alle popolazioni del terremoto dell'Aquila | DVD Amiche per l'Abruzzo                                                       |
| 2009 | Il mio canto libero              | Tutte le cantanti di Amiche per l'Abruzzo         | 21 giugno, Megaconcerto allo Stadio Giuseppe Meazza di San Siro, Milano, organizzato da Amiche per l'Abruzzo per devolvere i proventi alle popolazioni del terremoto dell'Aquila | DVD Amiche per l'Abruzzo                                                       |
| 2010 | Gracias a la vida                | Voces unidas por Chile                            | Realizzato per devolvere i proventi alle popolazioni colpite dal terremoto del Cile                                                                                              | • Album singolo Gracias a la vida (Cile) • Download digitale (Resto del mondo) |
| 2017 | Hoy                              | Por ti Perú hoy                                   | Realizzato per devolvere i proventi all'associazione UNICEF per le popolazioni colpite da alluvioni del Perù del 2017 a causa di forti piogge                                    | • EP Por ti Perú hoy (Perù) • Download digitale (Resto del mondo)              |
| 2017 | Y, ¿si fuera ella?               | Alejandro Sanz, Pablo Alborán, Shakira (e altri)  | Realizzato per devolvere i proventi all'associazione Save the Children per combattere la fame                                                                                    | Download digitale                                                              |

## Autrice per altri cantanti
| Anno | Titolo                 | Autrice con artista                     | Autrice per artista | Album di provenienza |
| ---- | ---------------------- | --------------------------------------- | ------------------- | -------------------- |
| 2001 | Good morning happiness | Cheope, Antonio Galbiati, Gisella Cozzo | Neri per Caso       | Angelo blu           |
| 2015 | Aqui y ahora           | Kike Jiménez                            | Kike Jiménez        | Download digitale    |
| 2015 | Come yo sabria         | Virginio Simonelli                      | Maverick Lopez      | Download digitale    |

## Colonne sonore
| Anno | Canzone                                                | Genere           | Titolo                                              | Stato                 |
| ---- | ------------------------------------------------------ | ---------------- | --------------------------------------------------- | --------------------- |
| 1993 | La solitudine                                          | film             | Utopia, per piccina che tu sia                      | Italia                |
| 1995 | La soledad                                             | serie televisiva | Clase Aparte                                        | Colombia              |
| 1996 | Incancellabile                                         | telenovela       | Salsa e Merengue                                    | Brasile               |
| 1996 | Inolvidable                                            | serie televisiva | La otra mitad del sol                               | Colombia              |
| 1997 | Due innamorati come noi                                | telenovela       | O Amor está no ar                                   | Brasile               |
| 1998 | In assenza di te                                       | telenovela       | Pecado Capital                                      | Brasile               |
| 1999 | One More Time                                          | film             | Le parole che non ti ho detto (Message in a bottle) | Stati Uniti d'America |
| 2000 | The Extra Mile                                         | film             | Pokémon 2 - La Forza di Uno                         | Giappone              |
| 2000 | The Extra Mile                                         | soap opera       | Febbre d'amore                                      | Stati Uniti d'America |
| 2001 | Speranza                                               | telenovela       | Terra nostra 2 - La speranza (Esperança)            | Brasile               |
| 2001 | Seamisai                                               | telenovela       | Terra nostra 2 - La speranza (Esperança)            | Brasile               |
| 2005 | Víveme                                                 | telenovela       | La madrastra                                        | Messico               |
| 2006 | She (Uguale a lei)                                     | spot televisivo  | Barilla                                             | Italia                |
| 2006 | Come il sole all'improvviso                            | film             | Salvatore - Questa è la vita                        | Italia                |
| 2006 | Dispárame, dispara                                     | telenovela       | Amar sin límites                                    | Messico               |
| 2007 | Amar completamente                                     | telenovela       | La madrastra... años después                        | Messico               |
| 2008 | En cambio no                                           | serie televisiva | Fisica o chimica (seconda stagione)                 | Spagna                |
| 2008 | En cambio no                                           | serie televisiva | En nombre del amor                                  | Messico               |
| 2008 | Cada color al cielo                                    | serie televisiva | En nombre del amor                                  | Messico               |
| 2009 | Primavera antucipada (It Is My Song) (con James Blunt) | serie televisiva | Fisica o chimica (terza stagione)                   | Spagna                |
| 2009 | Bellissimo così                                        | telenovela       | Poder paralelo                                      | Brasile               |
| 2009 | Invece no                                              | telenovela       | Caras & Bocas                                       | Brasile               |
| 2009 | Un hecho obvio                                         | telenovela       | Sin anestesia                                       | Cile                  |
| 2010 | Benedetta passione                                     | telenovela       | Passione                                            | Brasile               |
| 2011 | Benvenuto                                              | telenovela       | Aquele beijo                                        | Brasile               |
| 2012 | Jamás abandoné                                         | telenovela       | La sexóloga                                         | Cile                  |
| 2012 | Jamás abandoné                                         | telenovela       | Amor bravío                                         | Messico               |
| 2012 | Te digo adiós                                          | telenovela       | Amor bravío                                         | Messico               |
| 2014 | Mi tengo                                               | serie televisiva | Braccialetti rossi (prima stagione)                 | Italia                |
| 2014 | Se non te                                              | telenovela       | Em familia                                          | Brasile               |
| 2015 | Invece no                                              | serie televisiva | Braccialetti rossi (seconda stagione)               | Italia                |
| 2016 | Lato destro del cuore                                  | telenovela       | Haja Coração                                        | Brasile               |
| 2016 | Nuestro amor de cada día                               | spot televisivo  | Barilla                                             | Messico               |
| 2016 | Il nostro amore quotidiano                             | spot televisivo  | Barilla                                             | Brasile               |
| 2016 | Simili                                                 | serie televisiva | Braccialetti rossi (terza stagione)                 | Italia                |
| 2016 | Let It Snow! Let It Snow! Let It Snow!                 | spot televisivo  | Bacio Perugina                                      | Italia                |
| 2017 | Simili                                                 | spot televisivo  | Bacio Perugina                                      | Italia                |
| 2018 | Frasi a metà                                           | telenovela       | O sétimo guardião                                   | Brasile               |
| 2020 | Io sì (Seen)                                           | film             | La vita davanti a sé                                | Italia                |
| 2023 | Durare                                                 | serie televisiva | I leoni di Sicilia                                  | Italia                |
| 2023 | Durar                                                  | serie televisiva | Los leones de Sicilia                               | Spagna                |
| 2024 | Te amaré                                               | telenovela       | Vivir de amor                                       | Argentina             |
| 2025 | Vivimi                                                 | Spot televisivo  | Scavolini                                           | Italia                |

## DemoLes Copains Music Show
Durante l'infanzia Laura Pausini ha affiancato il padre Fabrizio in numerose serate di pianobar chiamato Les Copains Music Show lungo tutta la riviera romagnola. In questi anni sono stati pubblicati tre demo in formato musicassetta realizzati per pubblicizzare il lavoro nei pianobar, I sogni di Laura (1987), Laura (1989) e L'immenso (1991).